# جون برانتلي (لاعب كرة قدم أمريكية)
جون برانتلي (بالإنجليزية: John Brantley)‏ هو لاعب كرة قدم أمريكية أمريكي، ولد في 3 مارس 1989 في أوكالا في الولايات المتحدة.